# البالون الأبيض
البالون الأبيض (بالفارسية: بادکنک سفيد) هو فيلم إيراني عُرض عام 1995 من إخراج جعفر بناهي، مع سيناريو كتبه عباس كياروستامي . يعد المحطة الأولى لظهور باناهي كمخرج في الأفلام الروائية الطويلة كمخرج. حصل الفيلم على العديد من المراجعات النقدية القوية وفاز بالعديد من الجوائز في معارض الأفلام الدولية حول العالم بما في ذلك مهرجان كان في مهرجان كان السينمائي 1995 . أدرجت الغارديان هذا الفيلم كواحد من أفضل 50 فيلمًا عائليًا على الإطلاق.  الفيلم مدرج في قائمة BFI من 50 فيلمًا يجب أن تشاهدها في سن 14 عامًا.
تم اختيار الفيلم كمدخل إيراني لأفضل فيلم بلغة أجنبية في حفل توزيع جوائز الأوسكار الـ 68 ، ولكن لم يتم قبوله كمرشح.   حاولت إيران دون جدوى سحب الفيلم من التنافس لكن الأكاديمية رفضت قبول الانسحاب. 

## الجوائز
- جائزة الكاميرا الذهبية ، 1995 مهرجان كان السينمائي
- الجائزة الذهبية ، مهرجان طوكيو السينمائي الدولي ، 1995
- أفضل فيلم دولي ، Sudbury Cinéfest ، 1995
- جائزة لجنة التحكيم الدولية ، مهرجان ساو باولو السينمائي الدولي ، 1995

## روابط خارجية
- البالون الأبيض على موقع IMDb (الإنجليزية)
- البالون الأبيض على موقع الموسوعة البريطانية (الإنجليزية)
- البالون الأبيض على موقع قاعدة بيانات الأفلام العربية
- البالون الأبيض على موقع ألو سيني (الفرنسية)
- البالون الأبيض على موقع أول موفي (الإنجليزية)
- البالون الأبيض على موقع بوكس أوفيس موجو (الإنجليزية)
- البالون الأبيض على موقع فيلمافينيتي (الإسبانية)
- البالون الأبيض على موقع قاعدة بيانات الأفلام السويدية (السويدية)
- البالون الأبيض على موقع قاعدة بيانات الفيلم (الإنجليزية)
- البالون الأبيض على موقع ليتربوكسد (الإنجليزية)